# Pürieren

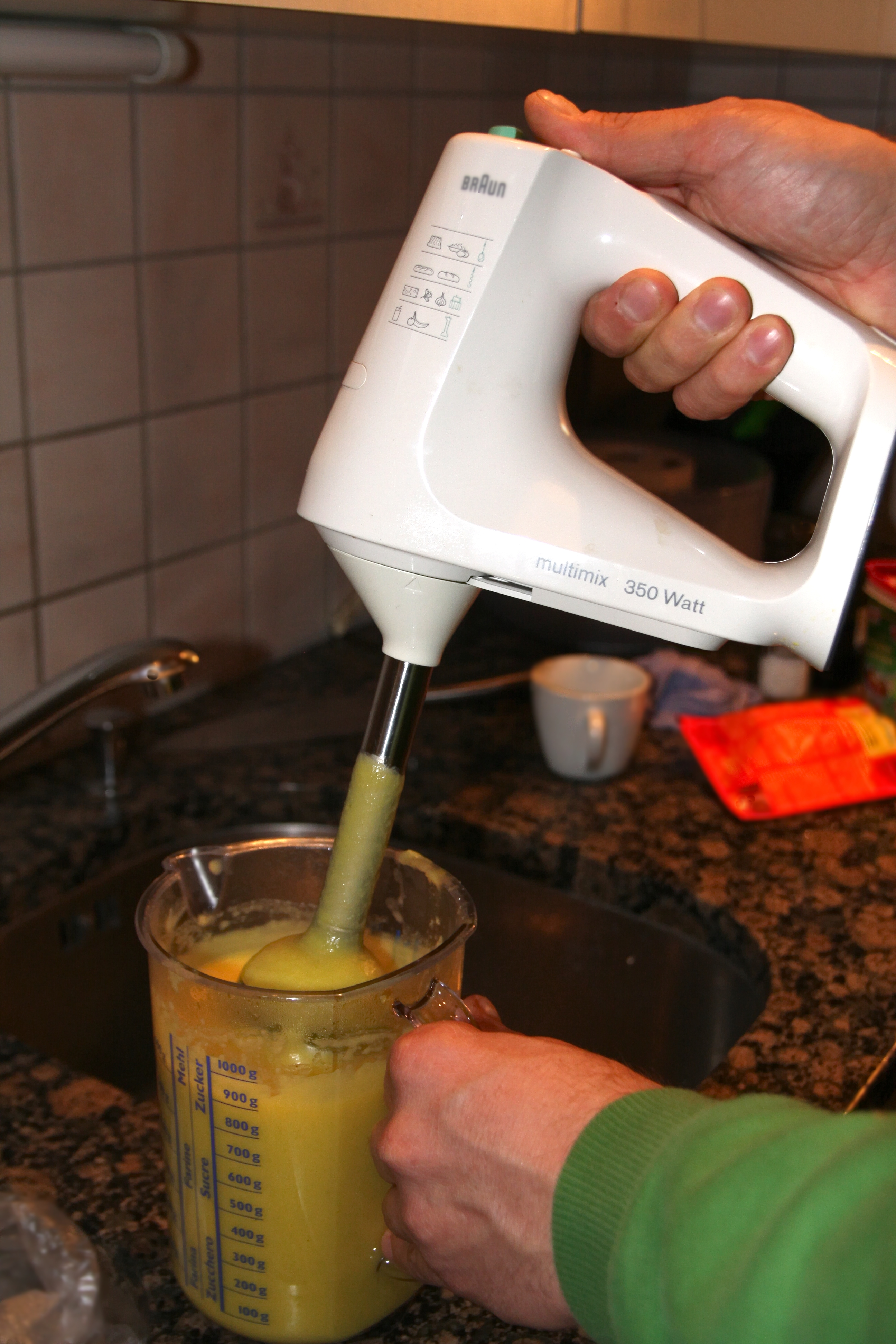
Pürieren von gegartem Gemüse (hier mit einem elektrischen Handrührgerät mit Stabmixer-Aufsatz)

Pürieren (von altfranzösisch purer ‚reinigen‘, ‚sieben‘, ‚passieren‘, aus spätlateinisch purare ‚reinigen‘), seltener auch als Zermusen bezeichnet, ist das Verarbeiten von Lebensmitteln zu einem feinen, homogenen Brei (Püree).
Die gründlichste Methode ist das Passieren, das Streichen durch ein Sieb, bei der gröbere Anteile des Lebensmittels zurückgehalten werden. Geeignete Lebensmittel wie zum Beispiel gekochte Kartoffeln können auch gestampft oder durch spezielle Pressen (Kartoffelpresse) gedrückt werden. Mörser und Wiegemesser werden ebenfalls zum Pürieren verwendet.
Moderne Geräte, die das Pürieren erleichtern, sind unter anderem:
- Flotte Lotte (mechanisch betrieben / „handbetrieben“)
- Fleischwolf (es gibt sowohl mechanisch betriebene Ausführungen als auch elektrisch betriebene)
- Pürierstab (elektrisch betrieben)
- Handrührgerät mit Stabmixer-Aufsatz (elektrisch betrieben)
- Verschiedene andere, meist elektrisch betriebene Küchenmaschinen

In der Lebensmittelindustrie kommen für das Pürieren von Lebensmitteln sogenannte Kutter zum Einsatz.